# برود ناد تیخوو
برود ناد تیخوو (به چکی: Brod nad Tichou) یک منطقهٔ مسکونی در جمهوری چک است که در ناحیه تاخوو واقع شده‌است. برود ناد تیخوو ۹٫۸۱ کیلومتر مربع مساحت و ۲۳۷ نفر جمعیت دارد و ۴۶۸ متر بالاتر از سطح دریا واقع شده‌است.